# Casarão dos Veronese
O Casarão dos Veronese é um casarão histórico, construído pelo imigrante italiano Felice Veronese, no ano de 1898, para ser residência de sua família. O casarão está localizado na cidade de Flores da Cunha, no estado do Rio Grande do Sul. É um patrimônio histórico, tombado pelo Instituto do Patrimônio Histórico e Artístico do Estado (IPHAE), na data de 23 de dezembro de 1986, sob o processo de nº 34.010-19.00/86.
Atualmente pertence a Prefeitura Municipal de Flores da Cunha e abriga um centro cultural.

## História
Em 1898, Felice Veronese constrói o casarão para ser residência própria e de sua família. Na casa, Felice Veronese, vivia do plantio de videiras e uma cantina familiar para a produção de vinhos e grapa e seus filhos criaram uma pequena fábrica de pólvora. Em 1919, com a morte de Felice Veronese, sua esposa vende a casa para Giovanni Baptista Schio e depois para a Família Gallioto e atualmente pertence à Prefeitura Municipal de Flores da Cunha.

## Arquitetura
Edificação construída com técnicas italianas da época, possui dois pavimentos e sótão. As paredes externas foram construídas em pedra basalto esculpidas, aparentes e assentadas com barro. As paredes internas foram construídas em alvenaria com tijolos e assentadas com terra e cal. O telhado é de duas águas e o piso em tábuas.
Entre os anos de 2015 e 2017, o casarão passou por restauro, coordenado pelo arquiteto Edegar Bittencourt e o telhado foi descaracterizado, passando a ser de telha metálica e vidro.

## Centro Cultural
O Centro Cultural possui salas para exposições, espaço multiuso e oficina gastronômica. É aberta a visitação que pode ser guiada que conta os detalhes da construção e sobre a cultura.